# トモセシュンサク
トモセシュンサク（9月29日 - ）は日本のイラストレーター、原画家。福岡県出身。

## 来歴
トモセは中学生ころから漠然と、将来は絵の仕事をしたいと考えるようになっていた。具体的にはジャンプ作家になりたいと思っていた。そのため、大学は美術系の学部（トモセいわく「油絵とか」）に進学した。大学卒業間際に「思いつきで描いたような」読み切り漫画作品を『月刊アフタヌーン』に応募し、四季賞を受賞した。
編集部からはシリーズもの・キャラクターもののネームを依頼されたが、なかなかうまくいかず、トモセは一度漫画から離れた。ある縁で同人ゲームの制作に参加したところ、トモセの絵が意外と好評を博し、「その時、この方向で食っていく道もあるのかも知れないな」と思った。2004年ごろから同人活動を始めるようになった。当時はコミックマーケットなどには参加しておらず、ダウンロード販売のサイトでCGイラスト集を発表していた。それらの作品がアダルトゲーム業界関係者の目にとまり、原画を依頼されるようになる。『だぶる先生らいふっ』（アリスソフト）と『僕と極姫と海のYear!!』（しゃんぐりら）の2作品が2007年の同時期に世に出ているが、最初の仕事は『だぶる先生らいふっ』であった。その当初は鉛筆を使用していたが、彩色の現場から苦情が出、SAIに移行した。SAIで線を引き、Adobe Photoshopで仕上げるスタイルを確立していった。またこのころイラストレーターとしても『マジキュー』で商業デビューし、その後主に『電撃萌王』や『月刊コミック電撃大王』などのアスキー・メディアワークスが発行する雑誌や『COMICポプリクラブ』で活動するようになる。
『だぶる先生らいふっ』以降は、あかべぇそふとつぅ系列の仕事が中心となってくる。ターニングポイントとなったのは『暁の護衛』（2008年、しゃんぐりら）であった。シナリオ担当の衣笠彰梧から導入部分のシナリオを渡され、一読して描き始めたところ普段とは「ノリが違った」という。トモセはそのとき面白い作品の原画を担当する悦びを覚えた。また、特に絵柄に関し、「自分の中で、あぁこんな感じでいいのかなって感触を掴んだシリーズ」になったという。2011年に「てぃ〜ぐる」ブランドを衣笠とともに設立した。

## 評価
『このライトノベルがすごい！』（宝島社）イラストレーター部門で2019年度から7年連続トップ10入りを果たし、2021年度から3年連続で1位を獲得している。
| 年   | 賞                             | 部門                 | 対象             | 順位 | 備考       |
| ---- | ------------------------------ | -------------------- | ---------------- | ---- | ---------- |
| 2015 | このライトノベルがすごい！2016 | イラストレーター部門 | トモセシュンサク | 46位 |            |
| 2016 | このライトノベルがすごい！2017 | イラストレーター部門 | トモセシュンサク | 19位 |            |
| 2017 | このライトノベルがすごい！2018 | イラストレーター部門 | トモセシュンサク | 11位 |            |
| 2018 | このライトノベルがすごい！2019 | イラストレーター部門 | トモセシュンサク | 10位 |            |
| 2019 | このライトノベルがすごい！2020 | イラストレーター部門 | トモセシュンサク | 3位  |            |
| 2020 | このライトノベルがすごい！2021 | イラストレーター部門 | トモセシュンサク | 1位  |            |
| 2021 | このライトノベルがすごい！2022 | イラストレーター部門 | トモセシュンサク | 1位  | 2年連続1位 |
| 2022 | このライトノベルがすごい！2023 | イラストレーター部門 | トモセシュンサク | 1位  | 3年連続1位 |
| 2023 | このライトノベルがすごい！2024 | イラストレーター部門 | トモセシュンサク | 3位  |            |
| 2024 | このライトノベルがすごい！2025 | イラストレーター部門 | トモセシュンサク | 6位  |            |

## 作品リスト

### ゲーム
- だぶる先生らいふっ（アリスソフト、キャラクターデザイン・原画担当）
- こんぼく麻雀 〜こんな麻雀があったら僕はロン!〜（あかべぇそふとつぅ、原画担当）
- 僕と極姉と海のYear!!（しゃんぐりら、キャラクターデザイン・原画担当）
- 暁の護衛（しゃんぐりら、キャラクターデザイン・原画担当）
- 暁の護衛〜プリンシパルたちの休日〜（しゃんぐりら、キャラクターデザイン・原画担当）
- 暁の護衛〜罪深き終末論〜（しゃんぐりら、キャラクターデザイン・原画担当）
- 恋ではなく―― It's not love, but so where near.（しゃんぐりらすまーと、キャラクターデザイン・原画担当）
- レミニセンス（てぃ〜ぐる、キャラクターデザイン・原画担当）
- 君と一緒に（原田泰子のキャラクターデザイン）
- アンジュ・ヴィエルジュ（ナイア・ラピュセアのキャラクターデザイン）
- フラワーナイトガール（スノードロップのキャラクターデザイン）
- ティンクルスターナイツ（梨緒・A・クリステレスのキャラクターデザイン）

### 小説挿絵
一般向け
- 彼女は眼鏡HOLIC
- 司書とハサミと短い鉛筆
- 小悪魔ティーリと救世主!?
- ようこそ実力至上主義の教室へ[14]

成人向け
- 月下の剣姫（著：山河勇、出版：キルタイムコミュニケーション、2006年8月26日発売） ISBN 4-86032-296-7
- だぶる先生らいふっ アフター・エピソード（著：はちまん、出版：パラダイム、2008年6月10日初版） ISBN 978-4-89490-868-0

### 画集
- トモセシュンサクポプリクラブイラストワークス（出版：MAX、2015年4月15日発売） ISBN 978-4-86379-412-2

ポプリクラブ表紙イラスト（下記参照）2015年4月号までの78枚を収録。
- トモセシュンサク画集（出版：KADOKAWA、2016年2月29日発売） ISBN 978-4-04-865791-4

商業・同人の区別なく収録。
- ようこそ実力至上主義の教室へ トモセシュンサク Art Works（出版：KADOKAWA、2017年9月23日発売） ISBN 978-4-04-069291-3

挿絵を手がけている「ようこそ実力至上主義の教室へ」の画集第1弾。
- ようこそ実力至上主義の教室へ 終・1年生編BOX トモセシュンサク Art Works（出版：KADOKAWA、2020年1月24日発売） ISBN 978-4-04-064252-9

挿絵を手がけている「ようこそ実力至上主義の教室へ」の画集第2弾。

### その他
- 2008年7月号以降の『COMICポプリクラブ』表紙イラスト（ただし2014年以降は毎号ではない）、2015年8月号までの計80回を担当
- 『メンズヤングスペシャル雷』表紙イラストvol.05から19までの奇数号、計8回を担当
- 『二次元ドリームマガジン』表紙イラストvol.39、49、59、61、63、100
- 『闘姫陵辱』表紙イラストvol.18
- 『コミックアンリアル』vol.43参加
- 『二次元ドリームマガジンイラストレーションズ3』表紙
- アンソロジーコミック『ふたりの兄嫁』（宙出版）参加
- 麗華抱き枕カバー（『暁の護衛』のヒロインを描きおろしたもの）
- テレビアニメ『ましろ色シンフォニー -The color of lovers-』第7話エンドカードイラスト
- テレビアニメ『僕は友達が少ないNEXT』第6話エンドカードイラスト
- テレビアニメ『失われた未来を求めて』第2話後提供イラスト
- テレビアニメ『グリザイアの楽園』第5話提供イラスト
- テレビアニメ『ガヴリールドロップアウト』第8話エンドカードイラスト
- Game-Style壁紙（配信期間：2015年10月27日〜11月23日）
- ASMR『蓄音レヱル しろがね』イラスト